# Hirasea eutheca
Hirasea eutheca é uma espécie de gastrópode da família Endodontidae.
É endémica do Japão.